# Alaior
Alayor (tiếng catalán: Alaior) là một đô thị trên đảo Menorca, thuộc quần đảo Baleares, Tây Ban Nha.

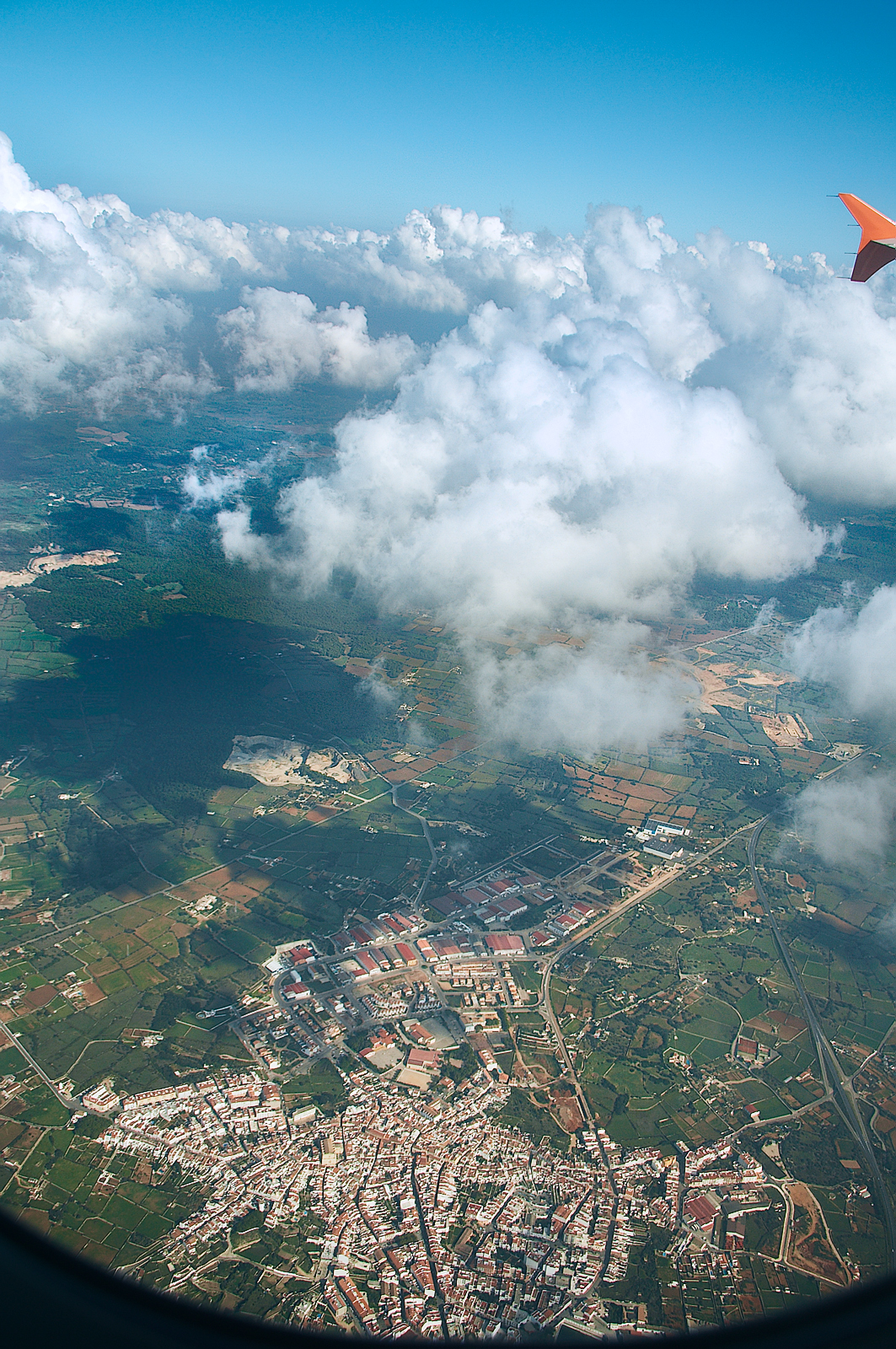
Vista de Alaior des de 1.215 metros de altura.